# Rocks Off
〈Rocks Off〉는 롤링 스톤스의 1972년 더블 음반 《Exile on Main St.》의 오프닝 곡이다. 1971년 7월부터 1972년 3월 사이에 녹음된 〈Rocks Off〉는 1971년 여름과 가을에 프랑스 남부에서 키스 리처즈가 임대한 집인 빌라 넬코트에서 녹음된 음반에 수록된 곡 중 하나이다. 이 노래를 위한 오버덥과 최종 믹싱은 나중에 1971년 12월부터 1972년 3월 사이에 캘리포니아주 로스앤젤레스의 선셋 사운드 스튜디오에서 이루어졌다.